# Лука (Тверская область)
Лука — деревня в Торопецком районе Тверской области. Входит в состав Плоскошского сельского поселения.

## Этимология
Название деревни происходит от слова «лука», что значит излучина реки, мыс, полуостров на излучине. Деревня расположена на правом низменном берегу Серёжи, в чётко выраженной излучине.

## География
Деревня расположена в 50 километрах к северо-западу от районного центра Торопец и в 8 километрах к юго-востоку от центра сельского поселения, посёлка Плоскошь. Находится на правом берегу реки Серёжа. Ближайшие населённые пункты — деревни Потекаево, Валаево и Красноселье.

## Климат
Деревня, как и весь район, относится к умеренному поясу северного полушария и находится в области переходного климата от океанического к материковому. Лето с температурным режимом +15…+20 °С (днём +20…+25 °С), зима умеренно-морозная −10…−15 °С; при вторжении арктических воздушных масс до −30…-40 °С.
Среднегодовая скорость ветра 3,5—4,2 метра в секунду.

## Население
| 2010 |
| ---- |
| 0    |